# Peruviaans leger
Het Peruviaanse leger (Ejército Del Perú) maakt deel uit van de Peruviaanse krijgsmacht. Het viert op 9 december de Slag bij Ayacucho (1824).
Het wapen van het Peruviaanse leger bestaat uit een voorstelling van een zwaard, dat met de punt omhoog wijst, een afbeelding van de zon en twee boomtakken. Het wapen wordt begeleid met de tekst op een rode banier "Hasta quemar el último cartucho" (Tot de laatste patroon verschoten is).